# إنوس لوي
إنوس لوي هو سياسي أمريكي، ولد في 5 مايو 1804 في رالي في الولايات المتحدة، وتوفي في 13 فبراير 1880 في أوماها في الولايات المتحدة. نشط حزبياً في الحزب الديمقراطي. وقد انتخب عضو مجلس نواب إنديانا ‏.